# Jim Beglin
Jim Beglin, született James Martin Beglin (Waterford, 1963. július 29. –) válogatott ír labdarúgó, hátvéd, sportkommentátor.

## Pályafutása

### Klubcsapatban
1980 és 1983 között a Shamrock Rovers, 1983 és 1989 között a Liverpool labdarúgója volt. A Liverpoollal egy-egy angol bajnoki címet és kupagyőzelmet szerzett. Tagja volt az 1984–85-ös BEK-döntős csapatnak. 1987 januárjában egy ligakupa mérkőzésen eltört a lába. Felépülve 1988 októberében a Liverpool tartalékcsapatánál térdporc-sérülést szenvedett.
1989-ben a Leeds United labdarúgója lett, ahol 1989–90-ben a Plymouth Argyle, 1990–91-ben a Blackburn Rovers csapatában szerepelt kölcsönben. A három csapatban két idény alatt összesen 30 bajnoki mérkőzésen játszott, de régi formáját már nem nyert vissza ezért 1991-ben visszavonult.

### A válogatottban
1984 és 1986 között 15 alkalommal szerepelt az ír válogatottban.

## Sikerei, díjai
Liverpool FC
- Angol bajnokság
  - bajnok: 1985–86
- Angol kupa (FA Cup)
  - győztes: 1986
- Angol szuperkupa (FA Charity Shield)
  - győztes: 1986
- Bajnokcsapatok Európa-kupája (BEK)
  - döntős: 1984–85
- UEFA-szuperkupa
  - döntős: 1984